# DJ Korsakoff

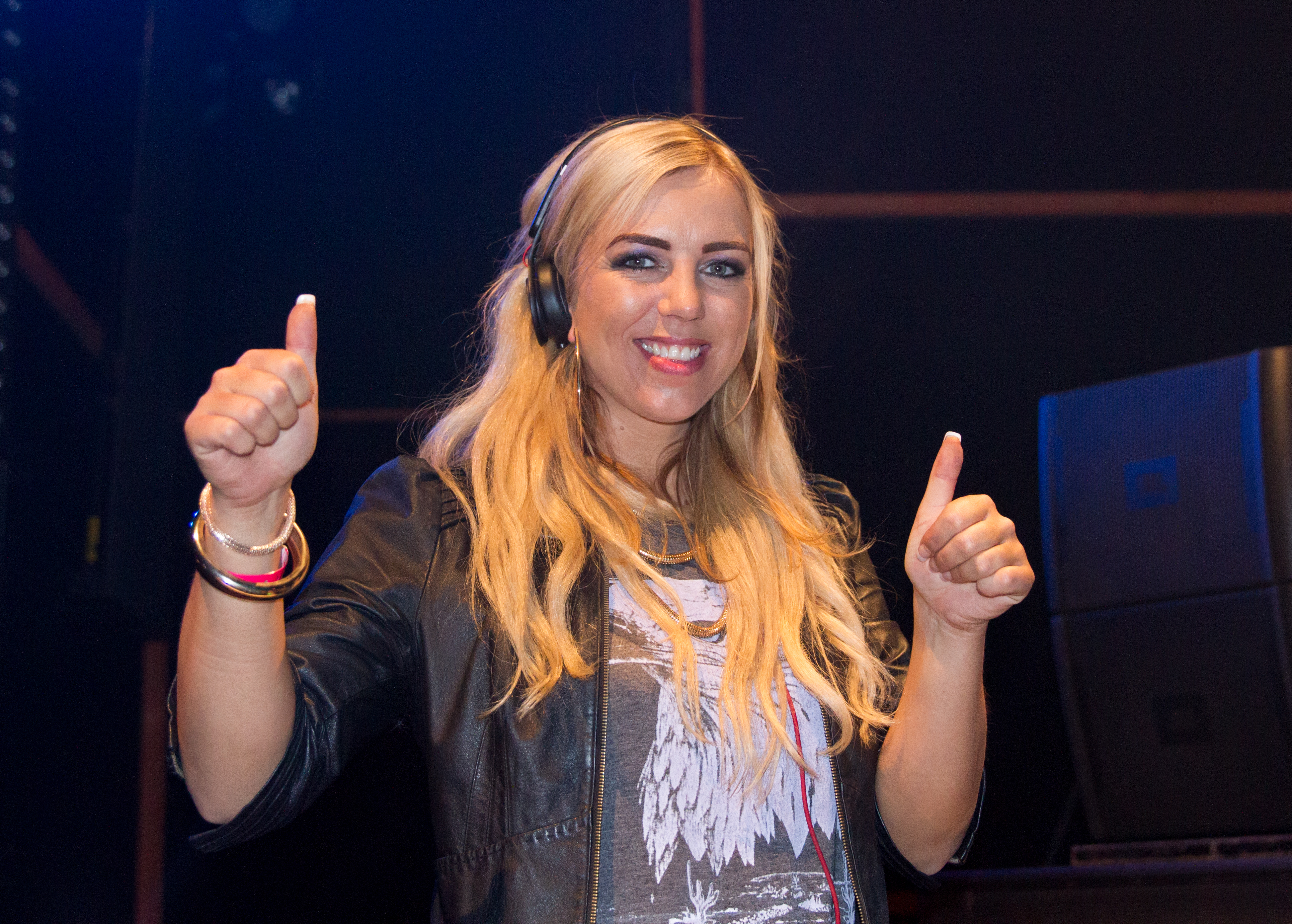
Korsakoff, Airbeat One Festival 2015 Germany

DJ Korsakoff, właściwie Lindsay van der Eng (ur. 25 lipca 1983) – holenderska artystka i DJ-ka specjalizująca się w muzyce hardcore. Od października 2008 roku mieszka z DJ Outblast (Marc Out) w Akersloot, wcześniej mieszkała przez jakiś czas w miejscu, z którego Marc pochodzi – Almere. 

## Kariera
DJ Korsakoff zadebiutowała albumem Separated world wydanym przez Third Movement. Album był wielkim hitem. Następne albumy, takie jak Tamara oraz My Empty Bottle wypadły dobrze w Holandii, Niemczech, Włoszech i Hiszpanii. Późnym latem 2004 roku, we współpracy Korsakoff & Outblast wydała hit Unleash the beast który był hymnem Masters of Hardcore w tym samym roku.

## Dyskografia
- 2001: Separated world
- 2002: Tamara
- 2003: Catscan – Time 2B loud (Korsakoff remix)
- 2003: My empty bottle
- 2004: Stardom (Thunderdome 2004 Anthem)
- 2004: Powerrave
- 2004: Unleash the beast (wspólnie z DJ Outblast)
- 2005: DJ D vs The Viper – Loose Control (Korsakoff remix)
- 2005: -L=C2 (trip mix)
- 2005: Audioholic
- 2005: No Noctophobia
- 2005: Pendeho (simple mix)
- 2005: Alpha
- 2005: Backfire
- 2005: Still Wasted
- 2006: Tokyodome Experience
- 2007: Face to Face (wspólnie z DJ Outblast)
- 2007: Never Surrender (wspólnie z DJ Outblast)
- 2008: Unrivalled
- 2008: Focus
- 2009: Daydream
- 2009: Voices
- 2009: Surround me
- 2010: Pink Noise
- 2010: Global (wspólnie z MC Tha Watcher)
- 2010: Boozed
- 2011: Q-Base Raveolution
- 2011: The Hymn of Syndicate (wspólnie z DJ Outblast)
- 2012: Stiletto
- 2014: Lyra
- 2014: 37,5%
- 2014: Wasted World
- 2015: Hurt (wspólnie z DaY-már)
- 2015: One (wspólnie z Tekno Warriors)
- 2015: Temptation (wspólnie z The Viper)
- 2015: Skream (wspólnie z Re-Style)
- 2016: Somnia
- 2016: A New Dawn (wspólnie z Furyan)